# Campeonato Mundial de Piragüismo en Aguas Tranquilas de 1989
El XXII Campeonato Mundial de Piragüismo en Aguas Tranquilas se celebró en Plovdiv (Bulgaria) en el año 1989 bajo la organización de la Federación Internacional de Piragüismo (ICF) y la Federación Búlgara de Piragüismo.
Las competiciones se realizaron en el canal de piragüismo ubicado a un costado del río Maritsa, al oeste de la ciudad búlgara.

## Medallistas

### Masculino
| Evento      | Oro                                                                     | Plata                                                                                   | Bronce                                                                              |
| ----------- | ----------------------------------------------------------------------- | --------------------------------------------------------------------------------------- | ----------------------------------------------------------------------------------- |
| K1 500 m    | Martin Hunter Australia                                                 | Kay Bluhm RDA                                                                           | Mike Herbert Estados Unidos                                                         |
| K2 500 m    | Kay Bluhm Torsten Gutsche RDA                                           | Serguei Kalesnik Anatoli Tishchenko URSS                                                | Maciej Freimut · Wojciech Kurpiewski · Polonia                                      |
| K4 500 m    | Viktor Denisov Serguei Kirsanov Alexandr Motuzenko Viktor Pusev URSS    | Volker Kreutzer Thomas Pfrang Reiner Scholl Mario von Appen RDA                         | Andrian Dushev Petar Godev Nikolai Yordanov Ivan Marinov Bulgaria                   |
| K1 1000 m   | Zsolt Gyulay · Hungría                                                  | Torsten Krentz RDA                                                                      | Karl-Axel Sundqvist · Suecia                                                        |
| K2 1000 m   | Kay Bluhm Torsten Gutsche RDA                                           | Vladimir Bobreshov Artūras Vieta URSS                                                   | Attila Adrovicz · Zoltán Berkes · Hungría                                           |
| K4 1000 m   | Ferenc Csipes · Attila Ábrahám · Zsolt Gyulay · Sándor Hódosi · Hungría | Robert Chwiałkowski · Maciej Freimut · Grzegorz Krawców · Wojciech Kurpiewski · Polonia | Guido Behling Torsten Krentz Thomas Vaske André Wohllebe RDA                        |
| K1 10 000 m | Attila Szabó Checoslovaquia                                             | Stanislav Boreiko URSS                                                                  | José Garcia Portugal                                                                |
| K2 10 000 m | Attila Ábrahám · Sándor Hódosi · Hungría                                | Grayson Burne Ivan Lawler Reino Unido                                                   | Vladimir Gordilei Guennadi Vasilenko URSS                                           |
| K4 10 000 m | Vladimir Bobreshov Alexandr Myzguin Serguei Superata Artūras Vieta URSS | Gábor Kulcsar · Ákos Angyal · Ferenc Csipes · László Vincze · Hungría                   | Andrzej Gajewski · Tomasz Franaszek · Grzegorz Kaleta · Mariusz Rutkowski · Polonia |
| C1 500 m    | Mijail Slivinski URSS                                                   | Olaf Heukrodt RDA                                                                       | Martin Marinov Bulgaria                                                             |
| C2 500 m    | Viktor Reneiski Nikolai Zhuravski URSS                                  | Tomasz Goliasz · Marek Łbik · Polonia                                                   | Joël Bettin Philippe Renaud Francia                                                 |
| C4 500 m    | Yuri Gurin Viktor Reneiski Nikolai Zhuravski Valeri Veshko URSS         | Attila Szabó · Zsolt Varga · György Zala · Ervin Hoffmann · Hungría                     | Benoît Bernard Joël Bettin Philippe Renaud Pascal Sylvoz Francia                    |
| C1 1000 m   | Ivan Klementiev URSS                                                    | Larry Cain · Canadá                                                                     | Gáspár Boldizsár · Hungría                                                          |
| C2 1000 m   | Christian Frederiksen Arne Nielsson Dinamarca                           | Olivier Boivin Didier Hoyer Francia                                                     | Yuri Gurin Valeri Veshko URSS                                                       |
| C4 1000 m   | Yuri Gurin Viktor Reneiski Nikolai Zhuravski Valeri Veshko URSS         | Gusztáv Leikep · Attila Szabó · Gábor Takács · Ervin Hoffmann · Hungría                 | Deyan Bonev Nikolai Bujalov Jristo Gueorguiev Paisi Liubenov Bulgaria               |
| C1 10 000 m | Ivan Klementiev URSS                                                    | Zsolt Bohács · Hungría                                                                  | Jan Bartůněk Checoslovaquia                                                         |
| C2 10 000 m | Christian Frederiksen Arne Nielsson Dinamarca                           | Olivier Boivin Didier Hoyer Francia                                                     | Andrei Balabanov Viktor Dobrotvorski URSS                                           |

### Femenino
| Evento    | Oro                                                          | Plata                                                                    | Bronce                                                                       |
| --------- | ------------------------------------------------------------ | ------------------------------------------------------------------------ | ---------------------------------------------------------------------------- |
| K1 500 m  | Katrin Borchert RDA                                          | Izabela Dylewska · Polonia                                               | Josefa Idem RFA                                                              |
| K2 500 m  | Anke Nothnagel Heike Singer RDA                              | Éva Dónusz · Erika Mészáros · Hungría                                    | Irina Salomykova Galina Savenko URSS                                         |
| K4 500 m  | Katrin Borchert Monika Bunke Anke Nothnagel Heike Singer RDA | Katalin Gyulay · Henriette Huber · Rita Kőbán · Erika Mészáros · Hungría | Alexandra Apanovich Nadezhda Kovalevich Irina Salomykova Galina Savenko URSS |
| K1 5000 m | Katrin Borchert RDA                                          | Izabela Dylewska · Polonia                                               | Josefa Idem RFA                                                              |
| K2 5000 m | Monika Bunke Ramona Portwich RDA                             | Marina Bituleanu Luminița Herțea Rumania                                 | Alexandra Apanovich Nadezhda Kovalevich URSS                                 |

## Medallero
| Núm. | País           | Oro | Plata | Bronce | Total |
| ---- | -------------- | --- | ----- | ------ | ----- |
| 1    | URSS           | 8   | 3     | 6      | 17    |
| 2    | RDA            | 7   | 4     | 1      | 12    |
| 3    | Hungría        | 3   | 6     | 2      | 11    |
| 4    | Dinamarca      | 2   | 0     | 0      | 2     |
| 5    | Checoslovaquia | 1   | 0     | 1      | 2     |
| 6    | Australia      | 1   | 0     | 0      | 1     |
| 7    | Polonia        | 0   | 4     | 2      | 6     |
| 8    | Francia        | 0   | 2     | 2      | 4     |
| 9    | Canadá         | 0   | 1     | 0      | 1     |
| 9    | Reino Unido    | 0   | 1     | 0      | 1     |
| 9    | Rumania        | 0   | 1     | 0      | 1     |
| 12   | Bulgaria       | 0   | 0     | 3      | 3     |
| 13   | RFA            | 0   | 0     | 2      | 2     |
| 14   | Estados Unidos | 0   | 0     | 1      | 1     |
| 14   | Portugal       | 0   | 0     | 1      | 1     |
| 14   | Suecia         | 0   | 0     | 1      | 1     |
|      | TOTAL          | 22  | 22    | 22     | 66    |